# Едуардо Лонарді
Едуа́рдо Лона́рді (ісп. Eduardo Lonardi, *15 вересня 1896 — †22 de marzo de 1956) — аргентинський військовик і політик, який фактично займав посаду президента Аргентини з 23 вересня по 13 листопада 1955 року.

## Біографія
Народився 15 вересня 1896 року.
За часів президентства Рамона Кастільйо Лонарді займав посаду військового аташе у Чилі у 1944 році, але невдовзі його було оголошено "persona non grata" чилійським урядом за звинуваченням у шпигунстві. Після цього він отримав призначення на пост військового аташе у Вашингтоні у 1946 році, яку він займав упродовж кількох років. Потум повернувся до Аргентини.
Едуардо Лонарді як католик і націоналіст узяв на себе керівництво хунтою (Revolución Libertadora junta), яка скинула уряд Хуана Перона 16 вересня 1955 року. Його миротворчий підхід у політиці під гаслом «Ані переможців, ані переможених!» призвів до того, що його було усунуто з посту президента де-факто менше, ніж за два місяці. Його місце посів жорсткіший Педро Арамбуру.
Він вирушив до США, де намагався вилікуватись від раку. Проте 22 березня 1956 року він помер від раку після свого повернення до Аргентини.